# Nadia Ginetti
Nadia Ginetti (Perugia, 25 febbraio 1969) è una politica italiana, senatrice della Repubblica nella XVII e XVIII legislatura della Repubblica Italiana, eletta con il Partito Democratico, per poi passare nel 2019 ad Italia Viva di Matteo Renzi.

## Biografia

### Formazione e attività professionale[1]
Si è diplomata al Liceo linguistico nel 1988, e Laureata nel 1994 in Scienze politiche e delle relazioni internazionali, votazione 110/110 e lode, all'Università degli Studi di Perugia.
Matura un'esperienza di lavoro di nove mesi a Bruxelles con Borsa Petra della Commissione Europea, consegue il Master in Diritto Comunitario presso SEU Regione dell'Umbria nel 1995.
Consegue nel 2011-2012 Master MARI, Master in Rappresentanza degli Interessi, Istituzioni e Politica - School of Governmet alla Libera università internazionale degli studi sociali Guido Carli (LUISS).
Iscritta all'Albo degli Animatori Economici della Regione dell'Umbria lavora presso le Associazioni di Categoria per la predisposizione dei progetti di finanziamento Europeo.
Appartenente al Corpo di Polizia Penitenziaria, ad oggi è in aspettativa.

### Attività politica

#### Attività amministrativa
L'esperienza politica inizia nel 1995 nel proprio Comune di residenza come assessore eletto. Nel 2004 diventa Sindaco del Comune di Corciano e nel 2009 rieletta per il secondo mandato.
Dal 2009 è Presidente dell'AICCRE Umbria e vicepresidente dell'AICCRE Nazionale e il suo impegno per l'integrazione federalista Europea la porta a ricevere, per Corciano, il Prix de L'Europe dal Consiglio d'Europa nel 2012, inoltre viene nominata dal Governo come membro della Delegazione Italiana al Congresso dei Poteri Locali e Regionali a Strasburgo.
Sempre nel 2012 riceve per il Comune di Corciano il riconoscimento come Comune finalista dell'Oscar di Bilancio sotto l'Alto Patronato del Presidente della Repubblica Italiana .

#### Sostenitrice di Matteo Renzi
In occasione della campagna per le elezioni primarie del centrosinistra del 2012, da Sindaco di Corciano, sostiene la candidatura a Premier di Matteo Renzi. Sarà un’oratrice sul palco dell’edizione della Leopolda 2012 - “Viva l’Italia Viva. Il meglio deve ancora venire".
Sarà, quindi, tra coloro i quali Matteo Renzi sceglierà di candidare, nella propria quota, al Senato della Repubblica alle elezioni politiche del 25 febbraio 2013.

#### Senatore della Repubblica (XVII e XVIII Legislatura)
Eletta Senatrice della Repubblica della XVII legislatura nella Circoscrizione Umbria nelle liste del Partito Democratico, ha ricoperto i seguenti incarichi:
- Membro della 2ª Commissione Giustizia
- Membro della 14ª Commissione Politiche dell'Unione europea
- Membro del Comitato parlamentare Schengen, Europol e immigrazione
- Membro della Giunta delle elezioni e delle immunità parlamentari
- Membro del Comitato parlamentare per i procedimenti di accusa
- Segretario del Comitato parlamentare Schengen, Europol e immigrazione

Conferma il proprio sostegno alla candidatura di Matteo Renzi a Segretario del Partito Democratico in occasione della campagna per le elezioni primarie del Partito Democratico del 2013. e della campagna per le e lezioni primarie del Partito Democratico del 2017.
In occasione delle elezioni politiche italiane del 4 marzo 2018 viene candidata nella lista proporzionale del collegio plurinominale dell’Umbria per il Partito Democratico e viene rieletta a Senatrice della Repubblica nella XVIII legislatura, ricoprendo i seguenti incarichi:
- Vicepresidente della 14ª Commissione permanente (Politiche dell’Unione europea).
- Membro della Giunta delle elezioni e delle immunita’ parlamentari.

A seguito della scissione del PD da parte del gruppo dei parlamentari renziani, Nadia Ginetti aderisce il 17 settembre 2019 a Italia Viva, il nuovo partito fondato da Matteo Renzi di stampo liberale e centrista.